# سوزان إنجل
سوزان إنجل (بالألمانية: Susan Engel)‏ هي ممثلة نمساوية، ولدت في 25 مارس 1935 في فيينا في النمسا.

## وصلات خارجية
- سوزان إنجل على موقع IMDb (الإنجليزية)
- سوزان إنجل على موقع ميوزك برينز (الإنجليزية)
- سوزان إنجل على موقع قاعدة بيانات الفيلم (الإنجليزية)